# Cyphon topali
Cyphon topali es una especie de coleóptero de la familia Scirtidae.

## Distribución geográfica
Habita en Vietnam.